# Šemenovci (Kupres, Szerb Köztársaság)
Šemenovci (szerbül: Шеменовци) falu Kupres községben, Bosznia-Hercegovinában, Bosanska krajina területén, a Szerb Köztársaságban. Šemenovci településnek a Szerb Köztársaság területére eső része.

## Fekvése
Bosznia-Hercegovina közép-nyugati részén, Banja Lukától légvonalban 77, közúton 112 km-re délre, községközpontjától légvonalban és közúton 2 km-re nyugatra, a Vitorog-hegység területén, a Kupreško polje (Kupresi mező) fennsíkjának északi részén, 1100 méteres magasságban fekszik.

## Népessége
| Nemzetiségi csoport | Népesség 1991 | Népesség 2013 |
| ------------------- | ------------- | ------------- |
| Szerb               | 245           | 92            |
| Bosnyák             | 0             | 0             |
| Horvát              | 0             | 0             |
| Jugoszláv           | 0             | 0             |
| Egyéb               | 2             | 1             |
| Összesen            | 247           | 93            |

## Története
A térséget 1518 körül foglalta el a török. A település 1878-ig tartozott az Oszmán Birodalomhoz, majd az Osztrák-Magyar Monarchia része lett. 1879-ben az első osztrák-magyar népszámlálás során a település Blagaj község része volt. 1910-ben a faluban 45 házat, 421 ortodox szerb lakost találtak. A monarchia szétesésével 1918-ben előbb a Szerb-Horvát-Szlovén Királyság, majd 1929-től a Jugoszláv Királyság része. Jugoszlávia megszállása után a falu a Független Horvát Állam (NDH) része lett. 1945-től a település a szocialista Jugoszlávia része volt. Šemenovci településen az 1991-es népszámlálás adatai szerint 247-en éltek. A Bosznia-Hercegovinában zajló polgárháború idején a Visoko Krajina többi településéhez hasonlóan a Boszniai Szerb Köztársaság része volt. A területén 1995 szeptemberéig nem volt háborús hadművelet, ekkor azonban a település területét a Horvát Köztársaság fegyveres ereje megszállta. A horvát csapatok elől a lakosság elmenekült. A daytoni békeszerződés aláírása után a település egy része a Szerb Köztársasághoz, azon belül Kupres községhez került, másik része pedig a Bosznia-hercegovinai Föderáció részét képező Kupres községben maradt. 